# 破曉行動
破曉行動發生於2019年11月12日，示威者發動「三罷」示威，包括自發集會和佔領街道行動，又以雜物阻塞道路、癱瘓交通，又在多處縱火、投擲燃燒彈，警察則使用催淚彈、布袋彈驅散示威者。與11月11日黎明行動相似，全日多區衝突持續長達17小時。

## 背景
網民號召早上6時半開始舉行「破曉行動」，揚言再度癱瘓交通、罷工罷課及堵塞道路。網民警告利用多種手段癱瘓交通，例如會利用巴士充當路障。利用鑽將鐵枝固定在馬路路面，破壞途徑車輛的車胎或做路障。又建議將水管剪斷插上多枚鐵釘，破壞途經車輛。網民甚至提出利用工具打開路面渠蓋或扭開消防喉射水。

## 各區衝突

### 九龍塘

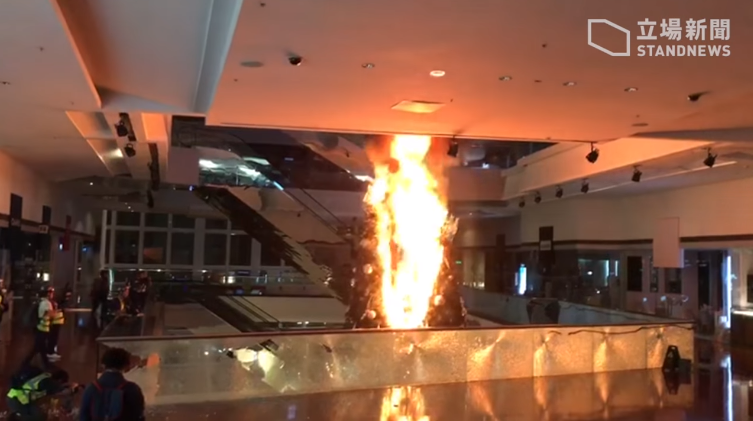
11月12日晚上，黑衣人晚上闖入商場，「快閃」打碎商場內的玻璃，又向商場聖誕樹投擲汽油彈，引起大火

早上7時10分，九龍塘香港城市大學宿舍外的歌和老街有示威者在路上設路障，防暴警察到場，一批示威者向警方擲磚及鐵欄等物件，防暴警發射多枚催淚彈驅散。早上8時許，有防暴警察指揮官指「佢突個頭出嚟，打頭呀（他的頭露出來，打他的頭吧）」，命令槍手對示威者打頭。下午，數十名示威者繼續在達之路和歌和老街交界堵路。
又一城商場因安全考慮，在下午2時提早關門，在晚上7時45分至8時，一批穿黑衣的示威者打破連接達之路的又一城商場玻璃門，進入商場，再打破扶手梯的玻璃架及多個玻璃圍欄。中庭位置的大型聖誕樹被投擲汽油彈，聖誕樹起火焚燒，火焰升上半空，有職員自行用消防喉撲滅火勢。又一城其後透過Facebook專頁公布指基於安全考慮，周三暫停營業。
晚上11時，再有示威者進入又一城，並在美心集團旗下店舖縱火，以及打破更多商場樓層的玻璃。約11時23分，防暴警員抵達又一城商場外，未有警告下在達之路位置發射催淚彈，有帶同警棍、圓盾及長槍等裝備的警員進入又一城範圍巡視。

### 薄扶林
數十名示威者由早上起，在香港大學通往百周年校園的天橋上駐守。他們多次向橋下的薄扶林道投擲膠櫈、雪榚筒等物品，並設置路障，又向扶手電梯投擲雜物。香港大學理學院院長艾宏思（Matthew Evans）一度到場欲與學生溝通，並希望學生保持理性，呼籲他們避免與警方起衝突，及不要向橋下擲物，惟學生並無理會。
下午約4時，有男人駕車途經薄扶林道時搬走路障，橋上有示威者向他投擲磚頭。該男人頭部流血，惟傷勢輕微，沒有送院。

### 旺角
早上7時，彌敦道和亞皆老街一帶最少有30輛巴士車胎被放氣。
在早上10時半，警方進入太子站並關閉該站，要求所有人離開。但市民離開期間，約10名防暴警察不斷指罵記者。
中午時分，彌敦道再有數十架巴士車胎被人放氣，影響一帶交通。有九巴工程人員，為涉事車輛更換車胎，有已換車胎的巴士駛離現場。
晚上6時許，朗豪坊對開有示威者設路障，又在馬路上擺放雜物及磚塊堵路。晚上8時，警方水炮車抵達旺角，防暴警亦繼續施放催淚彈清場。接近9時，警方撤離現場後示威者再於彌敦道和亞皆老街交界設路障堵路。其後警方再到場，雙方爆發衝突。
13日凌晨0時，旺角警署有一批防暴警走出再施放催淚彈。示威者亦破壞商店，一家中國銀行分行被縱火。

### 紅磡
早上，防暴警察在紅磡站通往香港理工大學的行人天橋上駐守，並截查市民，其間一名女子與警員發生口角，說了一句擔心或會被警員打之後，隨即被防暴警兜口兜面噴射胡椒噴霧，再被按在地上拘捕，指她行為不檢，她報稱不適，反鎖雙手送院。有市民質問防暴警為何拘捕並無作出衝擊的事主，防暴警沒回應，又用胡椒噴霧指向市民和記者喝令離開。
警員亦有進入香港理工大學，理大校董會學生代表李傲然指，警方要求他出示身份證期間，曾經拖至校門外角落打他，包括用拳打他的鼻，以及用腳踢小腿部位導致有明顯傷痕，並一度斥責他「作為校董教壞學生、呢度係『曱甴大學』」。

### 中環

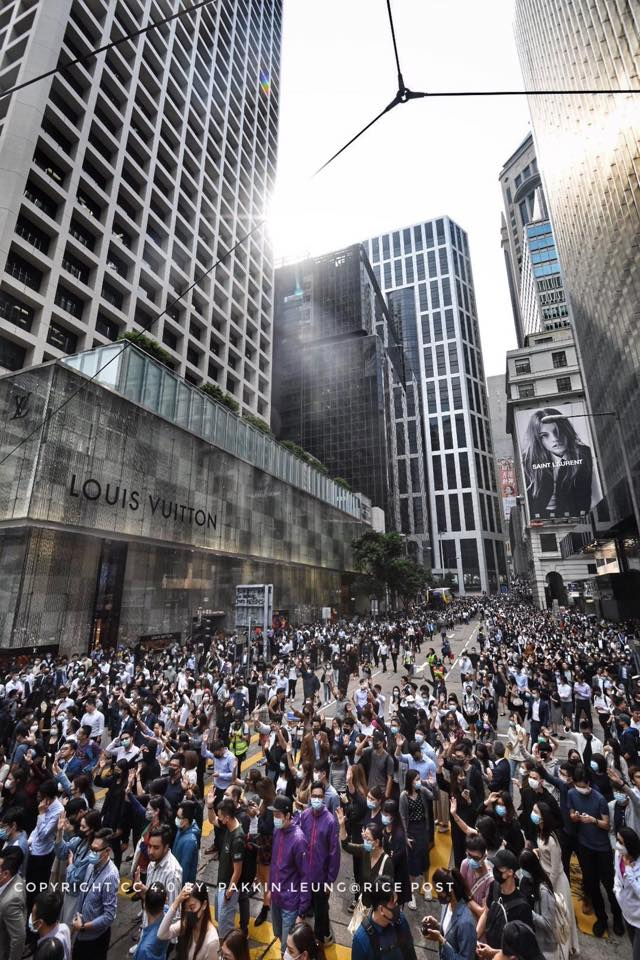
下午1時，大批人士聚集並佔據畢打街和干諾道中一帶的馬路

中午12時許，有大批市民在中環發動「和你Lunch」，進行快閃堵路行動，他們大多身穿西裝，為附近上班的上班族。下午1時，大批人士聚集並佔據畢打街和干諾道中一帶的馬路，又高叫口號。有人在干諾道中用雜物和磚塊等築路障、在馬路上放釘。期間有巴士途經，示威者用黑漆噴污車頭玻璃，阻礙行駛，亦有巴士被打破玻璃和被雜物堵塞車輪，導致無法前行。
防暴警察在下午3時左右施放催淚彈，聚集人士沿皇后大道東散去，期間警方在附近制服數人。
晚上6時，德輔道中、干諾道中和畢打街一帶多條主要幹道再被磚頭及大型雜物堵塞，由於正值下班時間，交通非常擠塞。

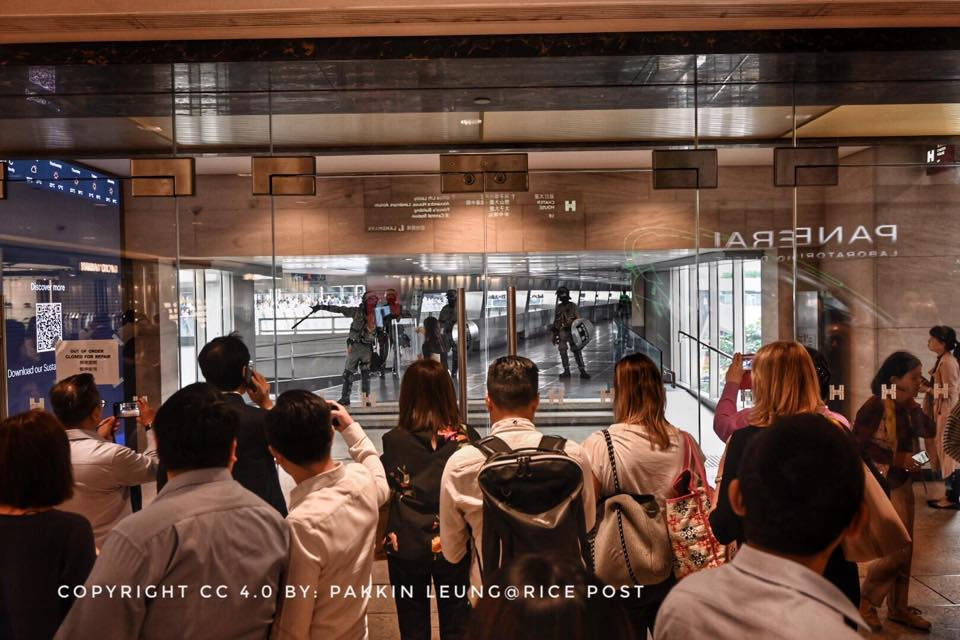
防暴警員佔據天橋，市民逗留在遮打大廈內
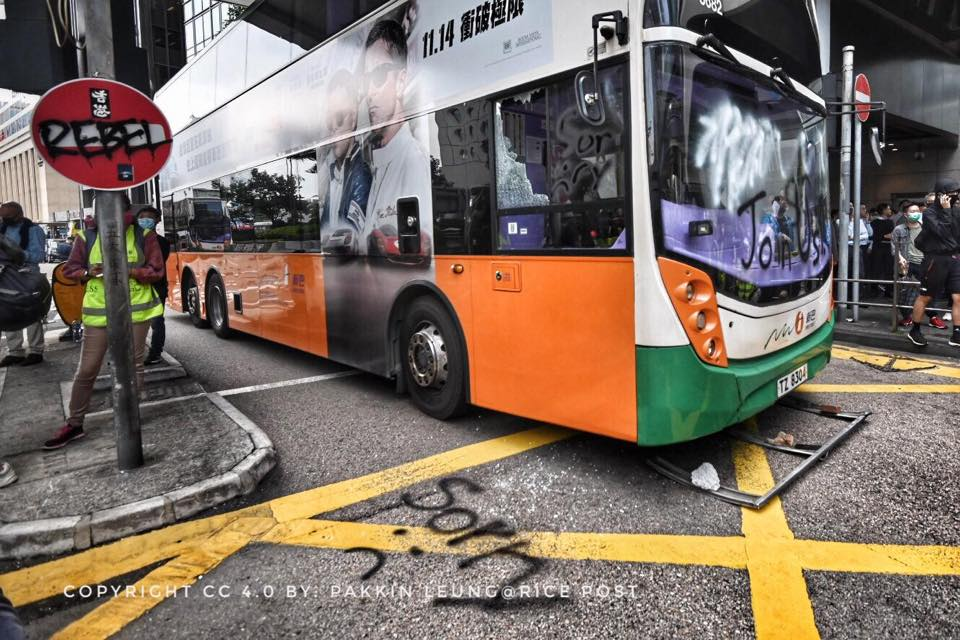
示威者噴污車頭玻璃
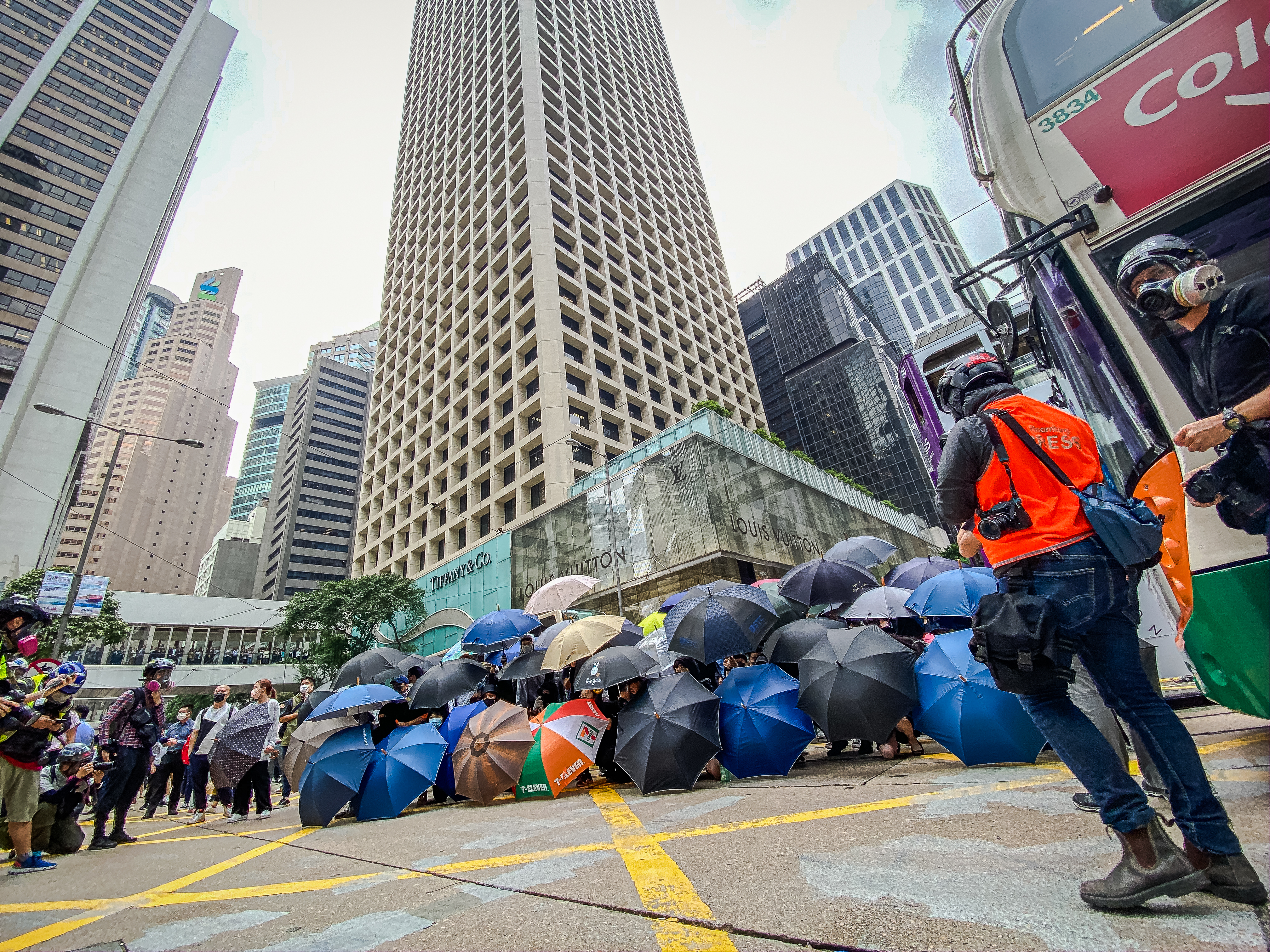
示威者在德輔道中用雨傘作保護
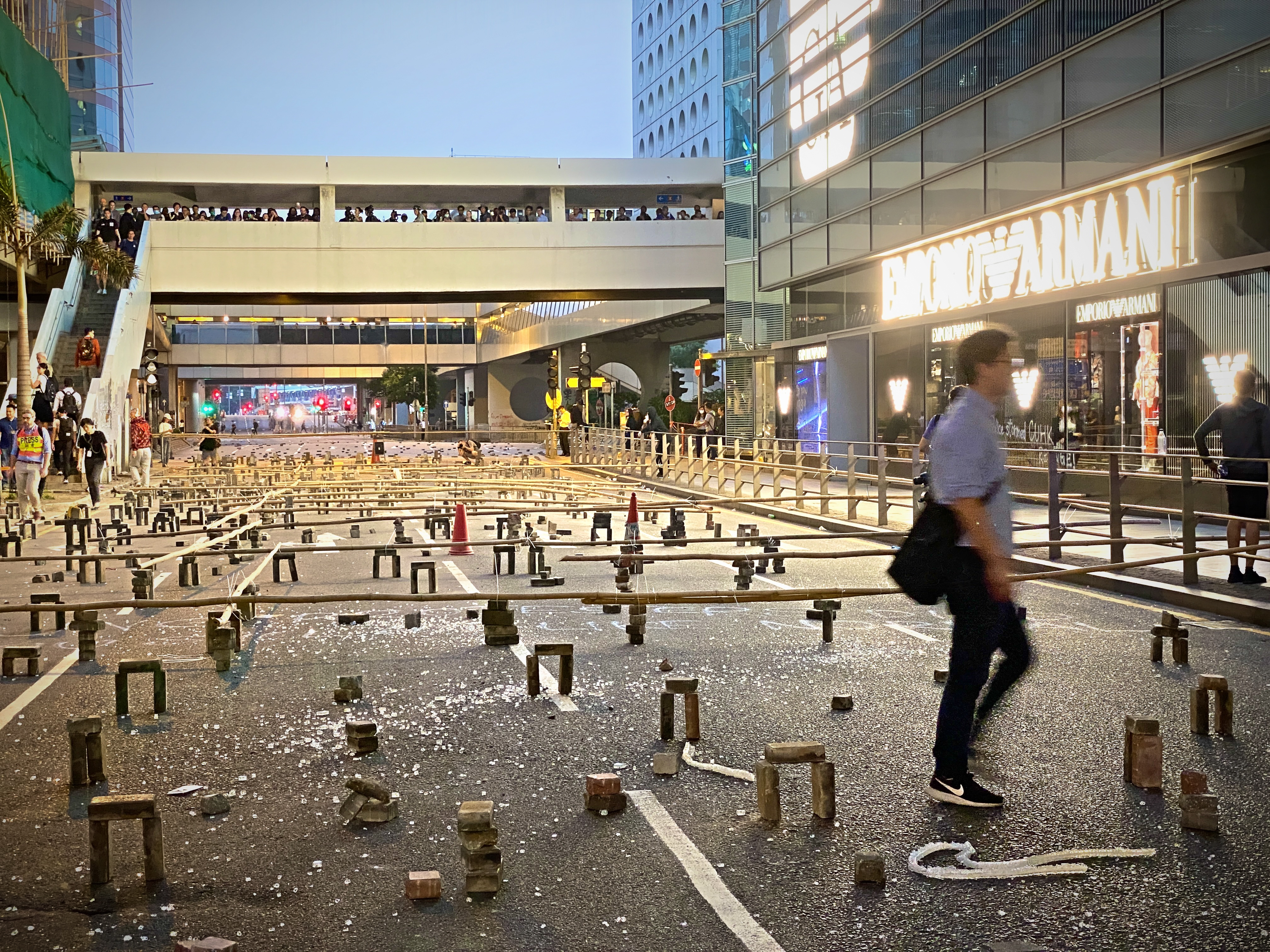
畢打街地面擺放了磚塊作路障
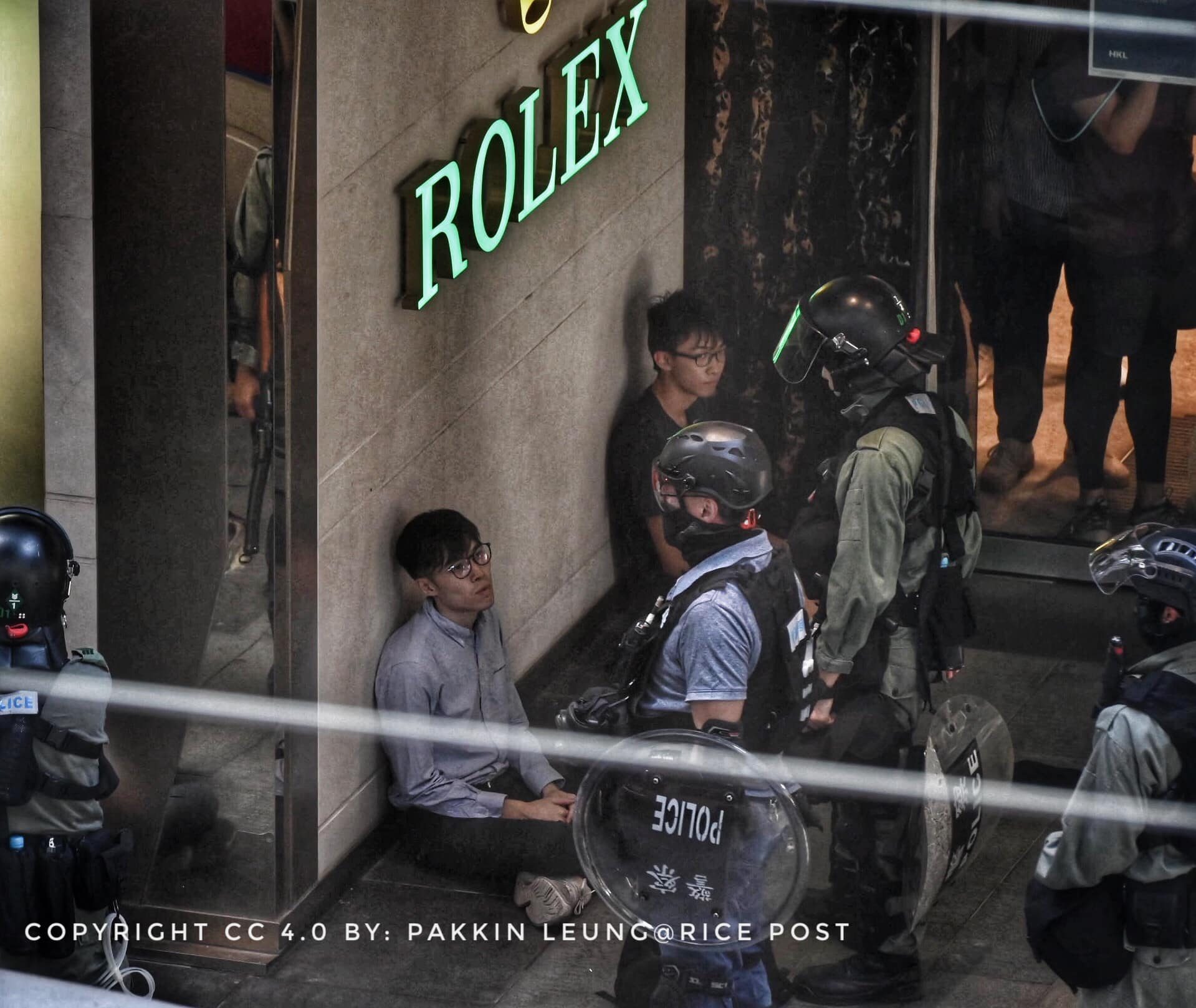
有年輕人被制服

### 觀塘
下午1時，在觀塘駿業街一帶，有大批市民走出馬路，大多是附近上班的上班族。在勵業街示威者一度佔據馬路，有防暴警到場後示威者便後退。在偉業街，有人以欄杆堵路。

### 香港中文大學
於晚上，包括校長段崇智等多名高層嘗試和警方談判但遭到警方拒絕，校長段崇智、副校長吳基培均遭到催淚彈襲擊。

#### 中大二號橋嚴重警民衝突事件
在中文大學，示威者與防暴警察從上午起在校園對峙。示威者為阻擋警察進路，將足球龍門架等體育設施搬路上，築起路障，亦拿出標槍和弓箭等器材。示威者亦點燃私家車與體育設施並堵塞進入中文大學的諸多路段。
下午約三時，雙方發生激烈衝突。警方向示威者防線施放多輪橡膠子彈及催淚彈；而示威者予以回擊，向警員投擲汽油彈。其後，防暴警察突然衝前，拘捕數人。示威者後退至夏鼎基運動場，防暴警察再向運動場施放多枚催淚彈驅散。有車輛被用作路障並燃點，火勢猛烈。
有人於衝擊後在校內檢獲2356枚彈殻，為香港史上警方同日使用催淚彈數目之最。警方亦曾四度違反與校方高層達成的「停火協議」，於示威者停手後主動進攻校園。
警方解釋，他們並非要攻入中大校園，而是由於「有人犯法」才採取驅散和拘捕行動。公共關係科高級警司江永祥於記者會指根據《公安條例》，大學「不是私人地方」，警方不需要手令也可以進入校園進行拘捕。
不過，大律師查錫我反駁警察指中大校園並非私人地方的說法，警方不可因懷疑有人使用武力入校，並建議各大院校為校園申禁制令。次日（11月13日），中大學生會會長蘇浚鋒和公民黨法律團隊代表中大學生向高院法庭申請臨時禁制令，禁止警方在沒有搜查令或按法例准許下進入中大校園。

### 其他地區

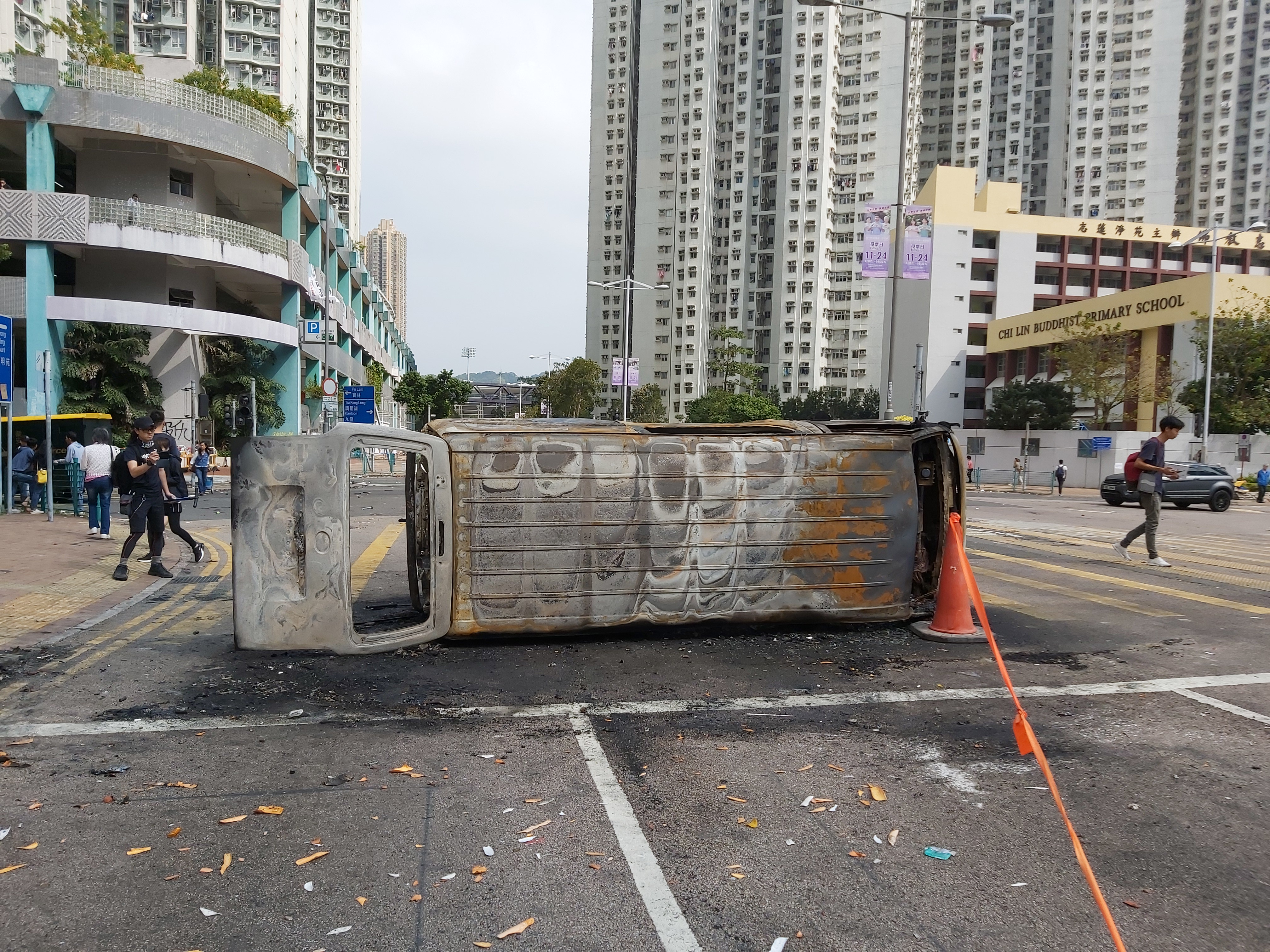
將軍澳唐明街遺下前一晚被焚燒客貨車的殘骸

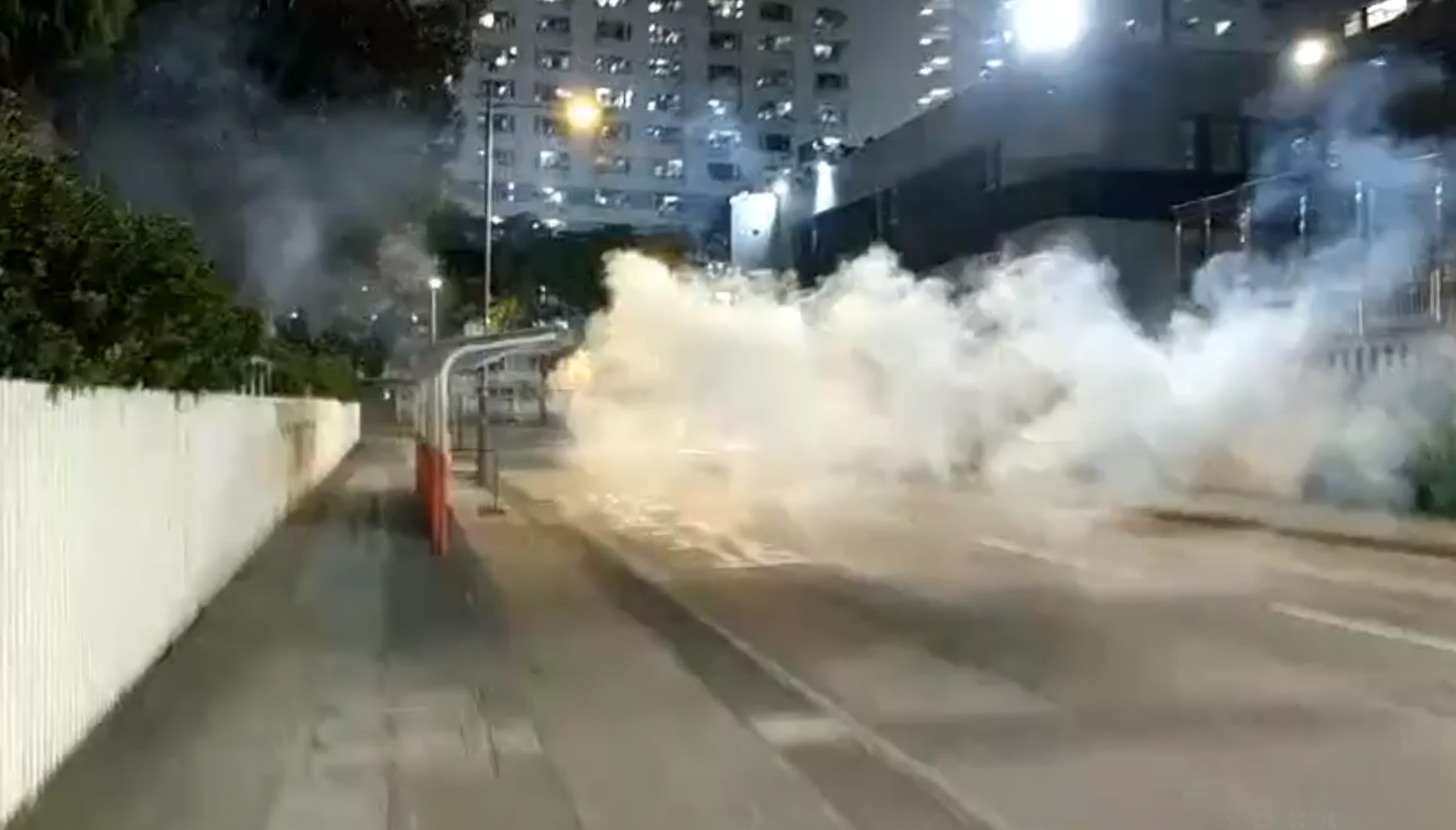
晚上9時11分，警方在沙田警署外發射催淚彈，產生大量白煙

早上，有示威者於大老山隧道往九龍方向設路障堵路，警員5分鐘後趕至，並以涉非法集結罪拘捕4名香港恒生大學二至三年級女學生。
將軍澳尚德商場巴士站對開位置，遺下前一晚被焚燒客貨車的殘骸.到傍晚6時許，有示威者在將軍澳唐明街及唐俊街交界，寶康路、寶邑路等路堵路，又在PopCorn商場破壞。晚上11時許，防暴警到場施放催淚彈驅散，示威者走避。
晚上，示威者燃燒屯門輕鐵近安定站電箱，現場冒出濃煙並傳出多下爆炸聲。在屯門時代廣場外，一輛城巴B3X線的雙層巴士 (編號:6448) 疑被人投擲汽油彈起火，燒剩支架，車身亦被噴上示威字句。
晚上，上水新康街一間藥房懷疑遭人縱火，火勢非常猛烈，波及樓上住宅，包括二樓的一家四口。焚燒時有人大叫「玩大了，會死人，走呀，火燭！」。樓上的住客表示十分驚慌，政府譴責縱火行為。
大埔太和路一帶有示威者與警方對峙，警方發射催淚彈驅散。在安慈路，有美心集團西餅店被破壞。在南運路，一輛貨櫃車疑衝向路障，引起示威者不滿，司機被拉下車「私了」，貨櫃車隨後被點燃焚燒。
在沙田富豪花園外，有一輛警車上警員懷疑被示威者包圍，他曾一度嘗試舉槍反擊但失敗，警員遂棄車逃離現場，示威者隨即縱火焚燒警車，燒至剩下支架。
晚上11時，銅鑼灣怡和街廣安大廈地下一間地舖被點火焚燒，起初火勢不大，惟有人堆加紙皮並燃起了該處圍板，火勢一發不可收拾。濃煙蔓延至樓上，有人隨即到樓上單位拍門，叫住戶關窗。警察也在香港仔多次發射催淚彈驅散示威者，成都道煙霧瀰漫。
在元朗，警方凌晨多次發射催淚彈，教育路一帶煙霧彌漫，整條馬路充斥催淚煙。

## 針對港鐵的行動
網民發起「破曉行動」，繼續發動「三罷」，並堵塞交通。港鐵早上7時便宣佈由於東鐵綫大學站附近及介乎粉嶺與上水之間的路段，被人投擲物件，東鐵綫服務受影響，車長需要疏散全車乘客，乘客需沿路軌離開並步行至大學站。路軌上遺下十多個綠色膠盤、單車和雪糕筒等外來物。港鐵發佈圖片指一列列車車底卡住疑為單車的障礙物。大批乘客在大學站等候轉乘其他交通工具離開，部分乘客鼓噪。
早上8時，大圍站至沙田站一段路軌被投擲單車等雜物，過百名乘客需沿路軌步行至沙田站離開。
早上9時，東鐵綫紅磡站路軌懷疑被投擲汽油彈。消防處稱在距離月台約300至400米距離的路軌附近石頭上發現一個爆裂玻璃瓶，相信是汽油彈。消防接報到場時火種已完全熄滅，惟部分石頭燻黑，估計是由漆咸道北行人橋投擲至路軌。
晚上7時45分，上水站一列東鐵綫中期翻新列車(E24/E82)被示威者投擲汽油彈，車廂內起火焚燒，車窗被打碎，而當時車上乘客已全部離開。另外於大學站，一列已停駛列車(E70/E92)車窗被打破，示威者又將燃燒中的雜物掉至路軌上。在九龍塘站有示威者將焚燒中的雜物掉進路軌內，數節路軌被燒至燻黑，月台控制室遭縱火，火光熊熊。旺角站有月台幕門被打破，碎片散落一地。

## 後續及各界迴響

### 警方拘捕及驅散行動
警方公佈，11月12日共拘捕了142名示威者，包括97男45女，年齡介乎14至50歲。警方共發射了2,330枚催淚彈、1,770發橡膠子彈、434發布袋彈、159發海棉彈。行動中共12名警員受傷。

### 譴責示威者
建制派立法會議員見記者並發表聲明，強烈譴責過去兩天大批「黑衣暴徒」製造「三罷」，四處破壞，向持異見市民潑易燃液體後點火等，形容「暴徒的惡行破壞法治，罔顧人命，喪心病狂」，踐踏文明與道德的底線。工聯會麥美娟稱，建制派在過去數月不斷建議政府檢視現有法例，動用緊急法等，批評政府沒有推出具體工作應對暴力事件，促政府成立跨部門小組「止暴制亂」。

### 譴責警方
時事評論員游清源表示，是次行動針對香港大學生，警察企圖剿滅「革命主力」，認為包括段崇智在內的大學校長，應該表明香港的大學有保安自主權，無需再理會警方開的條件。
民主派聲明不滿警方強攻中大，對行政長官林鄭月娥打壓市民和學生的手段表示痛心，促國際社會、各國駐港領事及組織、各界賢達向掌權者施壓，守護下一代。

### 法庭提堂

#### 女學生藏鐵鎚士巴拿
1名19歲女學生在長沙灣被警方拘捕，在其背囊搜出鐵鎚、摺刀、易燃液體等物品。被控在公眾地方管有攻擊性武器罪及管有物品意圖損壞財產罪。2020年6月8日在西九龍裁判法院開審。但被告承認管有物品意圖損壞財產罪，另一項在公眾地方管有攻擊性武器罪則獲不提證供起訴。裁判官聽取求情後接納被告已有反省，判入獄5周，但女被告早前已還柙143日，相等於11個月刑期，扣減刑期後預料可免服刑。 律政司不滿刑罰太輕提出覆核，指出揚言控罪嚴重理應判監至少8個月；裁判官反駁指被告年輕，一般應考慮判入更生中心或教導所協助更生，惟她還柙期間已深切反省、改過自身，已達更生目的。最終改判監禁2個月1星期。

#### 中環「和你 lunch」案件
- 1名31歲任職文員的男子，被控於2019年11月12日，在中環畢打街與德輔道中及干諾道中交界一帶參與暴動、身處非法集結時使用蒙面物品（口罩）；以及管有一罐噴漆，他在2021年6月15日承認三項罪名，其間要繼續還押。到2021年7月2日，區域法院暫委法官許肇強雖然指案件並非警民衝突，被告的參與也不涉及暴力，不過法官指他與過激的示威者走在一起，代表他亦認同相關行為，最終就三罪判囚共30個月。[53]

- 9人，包括教師和社工被在2019年11月12日在中環畢打街與德輔道中及干諾道中交界一帶參與暴動，全部被控暴動罪，其中7人因在身處非法集結時使用蒙面物品，被控違反禁蒙而法；1人因涉及管有2個打火機、一套六角匙、2個扳手、一罐噴漆和一個內有多個螺絲刀頭的工具箱，被控有物品意圖損壞或摧毀財產；全部否認控罪。但其中1人承認未持有有效證件罪，即未能在警員18094規定下出示身份證明文件以供查閱；1人承認無牌管有無線電通訊器具罪，即在置地廣場外無牌管有無線電對講機。目前案件於區域法院開審中。[54]到2023年5月31日，區域法院法官姚勳智裁定3人罪名不成立，當庭釋放。法官指6名罪成被告穿黑衣、帶雨傘，顯然是有備而來，藉其出現壯大聲勢。至於被判無罪的 3 人，一對情侶被告稱往中環只是打算取回手鐲；辯方指另一被告看醫生路過。法官認為他們分別戴口罩、靠近火堆，確實易惹人懷疑，但考慮他們衣著、行徑等，與在場示威者不同，未能完全否定他們可能只是無辜途人。[55]而裁定罪成的6人還押至 6 月 23 日判刑，到判刑當日，法官形容是次暴動高峰時逾千人參與，且使用暴力的程度高，涉及破壞交通設施、縱火及擲磚等，導致馬路和交通設施嚴重受損，對公眾人士造成不便，須動用龐大公共開支作維修，但考慮到各被告並非領導者，且案發至今約 3 年多，顯然受重大影響，決定將刑期下調，分別被判囚4年至4年一個月。[56]

- 10人的案件有6人開審前認罪，1人審訊中途改認罪，餘下3人不認罪受審，早前被裁定罪成。到2023年10月5日判刑當日，法官李慶年於判詞稱，是次暴動嚴重程度屬中度，形容案件是早有預謀，又斥責暴徒行為惡劣，包括破壞雙層巴士、架設路障等。法官將被告的個人罪責分為三級，分別為罪責較低的蓄意留守，壯大聲勢；罪責中度的間接參與暴動，如在暴動現場直接或間接參與堵路；及罪責較高的直接參與暴動，如衝擊或襲擊警方。被判處監禁31.5個月至48個月。[57]

#### 上水案件
3名23至24歲的青年在上水新運路與掃管埔路被警方「速龍小隊」拘捕，之後被控該處參與非法集結、被控身處非法集結時蒙面管有物品、意圖摧毀財產等五條罪行。2021年9月16日，裁判官指出三名警員誠實可靠，而一般人不會無緣無故在行人路奔跑和推開手持警棍的警察，認為他們是逃避追捕。又指警員不會在繁忙工作下，為了增加自己工作量而胡亂作出拘捕。除了首被告蒙面罪不成立外，所有人所有控罪成立。案件押後到9月29日判刑，全部人需還押。粉嶺裁判法院裁判官陳炳宙明言被告裝束與暴力示威者相似，指「三位唔好妄想我會判勞教中心咁輕」，不排除判處長刑期監禁。其後所有被告判監一年。
當中一名23歲被告不服定罪裁決，向高等法院提出上訴。主要的理據是案發期間的小巴沒有「警察」標誌，認為原裁判官錯誤依賴他逃跑，同時認為不可用「共同犯罪計劃」作為其定罪基礎。不過高等法院法官李運騰認為當時小巴停在道路交界處，其後有身穿制服的人士手持長槍下車，認為正常人可以看出他們是警察。同時認為被告是在意識自己有罪下仍繼續逃跑和被胡椒球彈射擊，代表上訴人確是有罪和參與者之一。最終駁回上訴。

#### 荃灣案件
一名21歲大學生被告，控罪指當日在荃灣大河道荃新天地一期外，保管或控制一把玻璃擊鎚 (汽車破窗器）。他被控管有物品意圖損壞財產。西九龍裁判法院裁判官香淑嫻接受辯方指被告因過重而不適勞教中心，感化官亦指被告有悔意，加上被告一直努力讀書，至最終成功大學錄取。而當時無證據證明被告有使用擊鎚，也沒有暴力的場面，並還押14日，判處240小時社會服務令。
3名20至22歲的男子被指在荃灣沙咀道近大河道及禾笛街參與非法集結及違反《禁蒙面法》，2021年6月被裁判官劉淑嫻指被告所攜的索帶包裝未被拆開，沒有證據證明他們參與堵路、故意作出擾亂行為，裁定非法集結罪名不成立，身處非法集結時使用蒙面物品罪亦隨之罪名不成立。事隔近兩年，律政司在2023年4月12日以案件呈述方式提出上訴，案件暫未排期聆訊。

#### 沙田案件
- 一名案發時16歲的男生，被指在當日早上8時，於沙田文林路的鐵路圍欄被便衣警員發現拋垃圾到路軌，之後遭警員制服期間揮拳攻擊。其後背包搜出一袋64粒鐵釘。之後被控「意圖危害乘客等的安全而在鐵路上放置木頭等」、「管有物品意圖摧毀或損壞財產」和襲警三罪。「危及鐵路乘客安全」為首罪的交替控罪。被告曾親自在庭上作供，指出當日自己身穿校服，並套上黑色風褸。他承認當日有曾拋擲垃圾袋，但沒有留意是否拋到鐵路範圍。之後發現有不知名人士襲擊自己的左大腿、手臂和左膝，亦指出對方沒有表明警身份。不過裁判官彭亮廷認為警員證供鏗鏘有力，反指被告證供前言不對後語，因而裁定其中3項罪名成立。被告需還柙至5月10日判刑，最後被判入更生中心。[63][64]

- 3名介乎21至23歲的恒生大學女學生，被指在大老山隧道外的行政大樓參與暴動。事隔近3年，她們在2022年5月中被重新拘捕，並遭起訴暴動罪，2022年5月11日於九龍城裁判法院提堂；署理主任裁判官黃雅茵批准她們以1萬元保釋，但需交出旅遊證件、不得離港、每周到警署報到3次，以及不得直接或間接與控方證人接觸。案件押後至6月23日再訊。[65]2022年9月22日，區域法院首度提堂，辯方指需時閱讀控方文件，及擬與控方協商控罪，申請押後本案至12月13日再訊，料屆時可答辯，獲國安法指定法官郭偉健批准。控方指，本案已押後較長時間，希望辯方今次是最後一次申請押後。法官則指，預期3位獲准保釋的被告，下次出庭可正式答辯。[66]2023年9月20日，在西九龍裁判法院以區域法院案件開審前夕，盧姓第3被告認罪，獲暫委法官彭亮廷批准保釋至9月29日候判；而不認罪的范姓第1被告及杜姓第2被告於21日開審。[67] 2024年6月3日，區域法院判處23歲被告盧靖婷入獄17個月。[68]法官指，被告被捕至今已4年，等候判刑對她和其家人而言，實屬煎熬。惟她在此段時間沒有自暴自棄，完成大學課程，認為其韌力難能可貴，考慮本案背景和被告有真誠悔意，判她監禁17個月。[69]